# Peter Pomerantsev

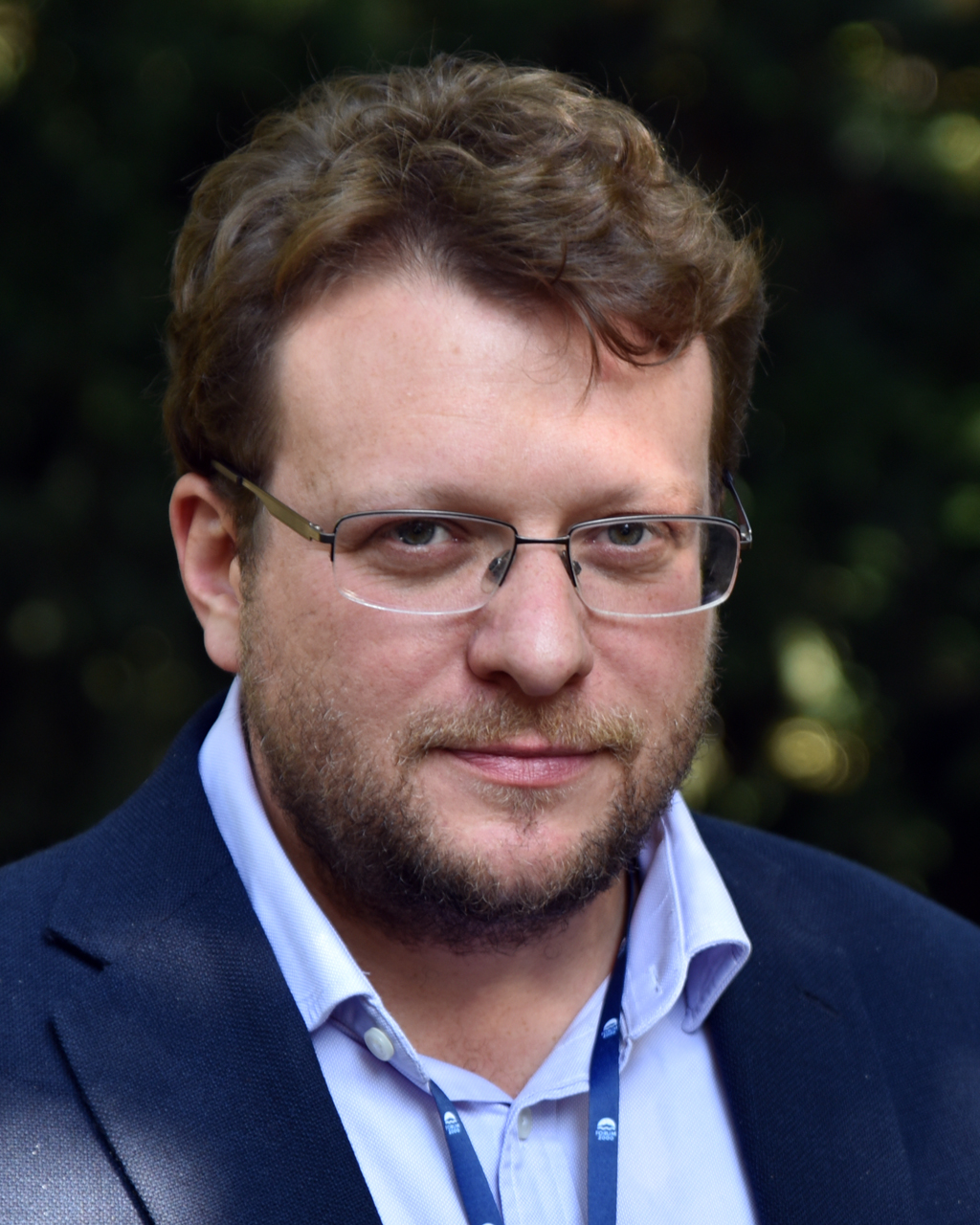
Peter Pomerantsev (2019)

Peter Pomerantsev (* 1977 in Kiew) ist ein britischer Journalist, Autor und Fernsehproduzent, der in der Sowjetunion in einer russischsprachigen jüdischen Familie geboren wurde.

## Werdegang
Sein Vater ist der Schriftsteller Igor Pomeranzew. Im Jahr 1978, als er 10 Monate alt war, zog die Familie nach Wien und stellte danach in Deutschland einen Asylantrag. Später zog die Familie nach West-London, wo Pomerantsev seine Jugend verbrachte, und für kurze Zeit nach München.
Nach seinem Studium der Anglistik und Germanistik an der Edinburgh University zog er 2001 nach Russland und verbrachte dort neun Jahre bei dem Fernsehkanal TNT. Ab November 2010 hielt er sich wieder in London auf.
Seit 2013 verfasst er kritische Hintergrund-Berichte, Kommentare und Analysen zur kulturellen und politischen Entwicklung Russlands für Newsweek,
The Atlantic Monthly und andere Zeitschriften. Er prägte den Begriff „postmoderne Diktatur“, um Wladimir Putins Regierungssystem zu charakterisieren.
Pomerantsev verfasste außerdem als Co-Autor mit Edward Lucas ein Arbeitspapier zu Gegenstrategien der russischen Propaganda in Mittel- und Osteuropa. Das Papier wurde 2016 in Partnerschaft mit der Information Warfare Initiative des Center for European Policy Analysis (CEPA) veröffentlicht.

## Positionen
Pomerantsev stellte seinen Erfahrungen gemäß die russische Bevölkerung als gespalten dar, „hypnotisiert von einer vom Kreml gesteuerten Medien-Hydra“. In seinem Werk Nothing is true zeige er, dass Russland einer „schillernden Reality-TV-Show ähnelt, aufwendig von der Regierung inszeniert.“ Eine der Hauptfiguren des Buches ist Wladislaw Jurjewitsch Surkow.

## Bibliographie
- Nothing Is True and Everything Is Possible: The Surreal Heart of the New Russia. PublicAffairs, New York 2014, ISBN 978-1-61039-455-0.
- Deutsche Übersetzung: Nichts ist wahr und alles ist möglich: Abenteuer in Putins Russland. Deutsche Verlags-Anstalt, München 2015, ISBN 978-3-421-04699-4.
- Edward Lucas, Peter Pomeranzev: Winning the Information War. Techniques and Counter-strategies to Russian Propaganda in Central and Eastern Europe. A Report by CEPA’s Information Warfare Project in Partnership with the Legatum Institute, 2016.
- This Is Not Propaganda: Adventures in the War Against Reality. PublicAffairs, New York 2019, ISBN 978-1-5417-6211-4.
- How to Win an Information War: The Propagandist Who Outwitted Hitler. PublicAffairs, New York 2024, ISBN 978-1-5417-7472-8.